# Филдинг, Шони
Шо́ни Рэй Фи́лдинг (англ. Shawne Rae Fielding; 27 июня 1969, Эль-Пасо, Техас, США) — американская модель и актриса, снимавшаяся в американских, немецких и швейцарских фильмах и телесериалах.

## Ранние годы
Шони Филдинг родилась в Эль-Пасо и росла в Лаббоке, Техас. Она обучалась в Южном методистском университете, где получила степень бакалавра гуманитарных наук в области рекламы со специализацией в психологии.
После этого Филдинг начала свою модельную карьеру. В 1992 году она была избрана «Мисс Даллас», а также заняла шестое место на конкурсе «Мисс Техас Америка». В 1995 году модель вышла замуж за миллиардера Чарльза Уильямса и завоевала титул «Миссис Техас». В этом же году она выборола третье место в конкурсе «Миссис Америка».

## Карьера

### Культурная деятельность
После замужества с Томасом Борером Шони Филдинг приняла Швейцарское гражданство и стала частью культурной жизни конфедерации.
12 августа 2001 года на конных соревнованиях в Сэньлежье, кантон Юра, где Филдинг присутствовала в качестве официального посла выставки Expo.02, неизвестные передали ей украденный юрскими сепаратистами 17-ю годами ранее исторический камень «Unspunnenstein». Глыба весом 83.5 кг использовалась в соревнованиях по киданию камня на фестивале «Unspunnenfest», проходящем в честь принятия федеральной конституции Швейцарии, начиная с самого первого фестиваля в 1805 году.
В 2002 году она была главной героиней Базельского карнавала. В бытность в столице Германии её называли «самой горячей девушкой Берлина».
Портрет и одежда Шон Филдинг хранятся в Немецком историческом музее, Швейцарском национальном музее, а также в Музее Одри Хепберн.

### Благотворительная деятельность
Шони Филдинг известна своей благотворительной деятельностью. Она является президентом швейцарского фонда «Дети с целями» (Kids with a Cause Europe, KWACE).
Она также являлась послом организации «Детских деревень — SOS», послом швейцарской выставки Expo.02 и почетным директором ЮНИСЕФ Германия, где выполняла особые проекты.
С начала 1990-х Шон поддерживает ЛГБТ-сообщество, являясь членом правления организации Aids Arms в Далласе, а также почетным председателем DIFFA и послом Aids Hilfe Schweiz.
В 2012 году Шони Филдинг приезжала в Чернигов на открытие дома для детей-сирот при римо-католической общине города, где стала названной матерью одной из девочек.

## Личная жизнь
В 1996 году Шони знакомится со швейцарским дипломатом Томасом Борером и переезжает в Берн. В 1999 году пара вступает в брак, Борера назначают послом Швейцарии в Германии, и они поселяются в Берлине. Супруги получали много внимания со стороны немецких и швейцарских СМИ.
Её экстравагантные фотосессии, в том числе «Альпийская пастушка», «Золушка» и «Стрелок», опубликованные в журнале Max в 2001 году, привели к дипломатическим осложнениям, в ходе которых Томас Борер мог потерять свой посольский пост. Однако после извинений, принесённых Филдинг, дело замяли.
В том же году ей пришлось обратиться в суд из-за фотомонтажа снимков, на которых она выглядела полуобнаженной. Шон удалось выиграть иск в Берлинском окружном суде против публикации снимков: суд запретил переиздание тиража с провокационными фотографиями.
Во время сексуального сканадала, который разразился в 2002 году, когда издание SonntagsBlick приписало Бореру сексуальную связь с проживающей в Берлине Дямилой Рове, Филдинг стала на защиту своего мужа. На фоне скандала 6-7 апреля у неё случился выкидыш.
Правительство Швейцарии отозвало Борера из Берлина обратно в Берн, полагая, что он больше не в состоянии исполнять свои обязанности в связи с резонансом, который вызвал скандал. Дипломат должен был стать послом по особым поручениям в лагерях для беженцев, но ему удалось избежать отстранения путем добровольного ухода в отставку.
Борер и Филдинг подали иск в суд США против издательского дома Ringier, куда входит таблоид SonntagsBlick. Издатель Михаэль Рингир публично извинился перед четой Борер-Филдингов и согласился выплатить компенсацию.
В 2010 году Шон Филдинг подала на развод, положив конец браку с Томасом Борером. У бывших супругов есть двое детей.
С 2014 года Филдинг живёт с новым спутником жизни, Патриком Шопфом, бывшим вратарём сборной Швейцарии по хоккею. Пара проживает в Иммензее (кантон Швиц). В 2018 году вместе с супругом Шон приняла участие в шоу канала RTL «Загородный дом звёзд: битва звёздных пар» (нем. Das Sommerhaus der Stars — Kampf der Promipaare), заняв 2-е место. Пара часто фигурирует в немецких и швейцарских СМИ.

## Фильмография
| Год  |   | Русское название           | Оригинальное название        | Роль                  |
| ---- | - | -------------------------- | ---------------------------- | --------------------- |
| 1997 | ф | Всё дело в воде            | It's in the Water            | Дайана Дэвис          |
| 2000 | ф | Доктор Ти и его женщины    | Dr. T & the Women            | пациентка доктора «Т» |
| 2010 | ф | Дорогой, давай разведёмся! | Liebling, lass uns scheiden! | в роли самой себя     |